# Carlos Gats
Carlos Alberto Gats (ur. 11 grudnia 1969 w Buenos Aires) – argentyński lekkoatleta, sprinter, ośmiokrotny medalista mistrzostw Ameryki Południowej, złoty medalista mistrzostw ibero-amerykańskich i igrzysk Ameryki Południowej, trzykrotny uczestnik mistrzostw świata. Olimpijczyk z Atlanty i Sydney.

## Przebieg kariery
W wieku juniorskim dwukrotnie zdobywał medal mistrzostw Ameryki Południowej (w latach 1986-1987), jak również został wicemistrzem kontynentu seniorów (w sztafecie 4 × 100 m). W 1990 sięgnął po pierwsze w karierze medale igrzysk Ameryki Południowej, cztery lata później zaś zdobył pierwsze w karierze medale mistrzostw ibero-amerykańskich. W 1995 otrzymał trzy brązowe medale mistrzostw kontynentu – w biegu na 100 i 200 m oraz w sztafecie 4 × 100 m, w tym samym roku debiutował na mistrzostwach świata bez większych sukcesów.
Brał udział w letnich igrzyskach olimpijskich w Atlancie, w ich ramach startował w dwóch konkurencjach. W konkurencji biegu na 100 m odpadł w eliminacjach, zajmując w swej kolejce 4. pozycję z czasem 10,57; natomiast w konkurencji biegu na 200 m odpadł w fazie ćwierćfinałowej, zajmując 7. pozycję z czasem 20,84.
W 1997 roku jedyny raz w swych występach brał udział w uniwersjadzie, jednak zajął w finale biegu na 100 m odległą 7. pozycję, dwa lata później jedyny raz w karierze wystąpił w halowych mistrzostwach świata oraz igrzyskach panamerykańskich, gdzie w konkurencji biegu na dystansie zarówno 100, jak i 200 metrów nie awansował do finału.
Po raz ostatni w zawodach międzynarodowych wystąpił podczas rozgrywanych w Sydney igrzysk olimpijskich. Wtedy startował w konkurencji biegu na 200 m i odpadł w eliminacjach, zajmując 5. pozycję z czasem 21,15.

## Osiągnięcia
| Rok     | Zawody                                   | Miasto         | Miejsce | Konkurencja        | Wynik   |
| ------- | ---------------------------------------- | -------------- | ------- | ------------------ | ------- |
| 1986    | Mistrzostwa Ameryki Południowej juniorów | Quito          | 3.      | sztafeta 4 × 100 m | 41,57   |
| 1987    | Mistrzostwa Ameryki Południowej juniorów | Santiago       | 2.      | bieg na 200 m      | 21,52   |
| 1987    | Mistrzostwa Ameryki Południowej          | São Paulo      | 2.      | sztafeta 4 × 100 m | 40,72   |
| 1990    | Igrzyska Ameryki Południowej             | Lima           | 3.      | bieg na 100 m      | 10,84   |
| 1990    | Igrzyska Ameryki Południowej             | Lima           | 1.      | bieg na 200 m      | 22,28   |
| 1994    | Mistrzostwa ibero-amerykańskie           | Mar del Plata  | 1.      | bieg na 100 m      | 10,50   |
| 1994    | Mistrzostwa ibero-amerykańskie           | Mar del Plata  | 2.      | bieg na 200 m      | 20,51   |
| 1995    | Mistrzostwa Ameryki Południowej          | Manaus         | 3.      | bieg na 100 m      | 10,51   |
| 1995    | Mistrzostwa Ameryki Południowej          | Manaus         | 3.      | bieg na 200 m      | 20,90   |
| 1995    | Mistrzostwa Ameryki Południowej          | Manaus         | 3.      | sztafeta 4 × 100 m | 40,78   |
| 1995    | Mistrzostwa świata                       | Göteborg       | 4. H    | bieg na 200 m      | 21,02   |
| 1996    | Mistrzostwa ibero-amerykańskie           | Medellin       | 3.      | sztafeta 4 × 100 m | 40,33   |
| 1996    | Letnie igrzyska olimpijskie              | Atlanta        | 4. H    | bieg na 100 m      | 10,57   |
| 1996    | Letnie igrzyska olimpijskie              | Atlanta        | 7. QF   | bieg na 200 m      | 20,84   |
| 1997    | Mistrzostwa Ameryki Południowej          | Mar del Plata  | 3.      | bieg na 100 m      | 10,46   |
| 1997    | Mistrzostwa Ameryki Południowej          | Mar del Plata  | 3.      | sztafeta 4 × 100 m | 40,11   |
| 1997    | Mistrzostwa świata                       | Ateny          | 4. H    | bieg na 100 m      | 10,43   |
| 1997    | Mistrzostwa świata                       | Ateny          | 8. SF   | bieg na 200 m      | 21,44   |
| 1997    | Uniwersjada                              | Katania        | 7.      | bieg na 100 m      | 10,58   |
| 1998    | Mistrzostwa ibero-amerykańskie           | Lizbona        | 3.      | bieg na 100 m      | 10,23   |
| 1998    | Mistrzostwa ibero-amerykańskie           | Lizbona        | 2.      | bieg na 200 m      | 20,37   |
| 1998    | Igrzyska Ameryki Południowej             | Cuenca         | 2.      | bieg na 100 m      | 10,39   |
| 1999    | Halowe mistrzostwa świata                | Maebashi       | 5. H    | bieg na 60 m       | 6,82    |
| 1999    | Halowe mistrzostwa świata                | Maebashi       | 6. SF   | bieg na 200 m      | 21,50   |
| 1999    | Mistrzostwa Ameryki Południowej          | Bogota         | 2.      | sztafeta 4 × 100 m | 39,96   |
| 1999    | Mistrzostwa Ameryki Południowej          | Bogota         | 3.      | sztafeta 4 × 400 m | 3:08,53 |
| 1999    | Igrzyska panamerykańskie                 | Winnipeg       | 5. SF   | bieg na 100 m      | 10,62   |
| 1999    | Igrzyska panamerykańskie                 | Winnipeg       | 7. SF   | bieg na 200 m      | 21,29   |
| 1999    | Mistrzostwa świata                       | Sewilla        | 5. H    | bieg na 100 m      | 10,55   |
| 1999    | Mistrzostwa świata                       | Sewilla        | DSQ     | bieg na 200 m      | N/A     |
| 2000    | Mistrzostwa ibero-amerykańskie           | Rio de Janeiro | 3.      | sztafeta 4 × 400 m | 3:12,45 |
| 2000    | Letnie igrzyska olimpijskie              | Sydney         | 5. H    | bieg na 200 m      | 21,15   |
| Źródło: |                                          |                |         |                    |         |

## Rekordy życiowe
- bieg na 100 m – 10,23 (18 lipca 1998, Lizbona)
- bieg na 200 m – 20,37 (18 lipca 1998, Lizbona)
- bieg na 400 m – 46,46 (30 maja 1998, Santa Fe)
- sztafeta 4 × 100 m – 39,96 (26 czerwca 1999, Bogota)
- sztafeta 4 × 400 m – 3:08,53 (27 czerwca 1999, Bogota)

Halowe
- bieg na 60 m – 6,70 (3 lutego 1998, Madryt)
- bieg na 200 m – 21,08 (5 marca 1999, Maebashi)

Źródło: 